# 오시미즈정
오시미즈정(押水町)은 이시카와현 하쿠이군에 놓여졌던 정이다. 명은 동내의 곤야정 지구에 있는 오시노이즈미에 유래한다. 가나자와시로의 통근율은 18.3%(2000년 국세조사)이다.
2005년 3월 1일에 시오정과 합병해 호다쓰미즈정이 되었다.

## 역사
- 1954년 11월 3일 - 가시와자키촌, 스에모리촌, 나카쇼촌, 기타쇼촌이 합병해 오시미즈정이 되었다.
- 2005년 3월 1일 - 시오정과 합병해 호다쓰시미즈정이 되었다.

## 교통

### 철도
- 서일본 여객철도 나나오 선

### 도로
- 국도 159호선
- 국도 249호선
- 국도 471호선